# PGC 2185940
LEDA/PGC 2185940 ist eine Galaxie im Sternbild Perseus am Nordsternhimmel. Sie ist schätzungsweise 227 Millionen Lichtjahre von der Milchstraße entfernt. Vom Sonnensystem aus entfernt sich das Objekt mit einer errechneten Radialgeschwindigkeit von näherungsweise 5.000 Kilometern pro Sekunde.

## Galaktisches Umfeld
| Nr. | Galaxie          | Alternativname            | Rek           | Dek           | Distanz/asec |
| --- | ---------------- | ------------------------- | ------------- | ------------- | ------------ |
| →   | LEDA/PGC 2185940 | WISEA J024512.76+414404.3 | 02h45m12.81s  | +41d44m04.6s  | 0            |
| 1   | LEDA/PGC 2185910 | 2MASX J02454494+4143578   | 02h45m44.93s  | +41d43m57.8s  | 359.94       |
| 2   | LEDA/PGC 2187764 | 2MASX J02455424+4150228   | 02h45m54.25s  | +41d50m22.9s  | 598.27       |
| 3   | LEDA/PGC 10434   | WISEA J024532.73+413345.4 | 02h45m32.70s  | +41d33m46.5s  | 652.88       |
| 4   | LEDA/PGC 2184265 | 2MASX J02461039+4138068   | 02h46m10.36s  | +41d38m07.2s  | 737.13       |
| 5   | LEDA/PGC 3087893 | 2MASX J02440658+4138477   | 02h44m06.591s | +41d38m48.39s | 806.45       |
| 6   | LEDA/PGC 2185547 | 2MASX J02435462+4142336   | 02h43m54.60s  | +41d42m33.7s  | 880.22       |
| 7   | LEDA/PGC 2189444 | 2MASX J02460517+4156127   | 02h46m05.19s  | +41d56m13.0s  | 933.98       |
| 8   | LEDA/PGC 10401   | UGC 2215                  | 02h44m52.78s  | +41d59m19.3s  | 941.33       |
| 9   | LEDA/PGC 2181665 | 2MASX J02452801+4128286   | 02h45m28.00s  | +41d28m28.7s  | 951.66       |